# سامسونگ گلکسی ایس
سامسونگ گالکسی ایس اس۵۸۳۰ (به انگلیسی: Samsung Galaxy Ace S5830) یک گوشی هوشمند از شرکت سامسونگ است که در ژانویه ۲۰۱۱ معرفی شد.

## ویژگی‌های سامسونگ گالکسی ایس
- پشتیبانی چهاربانده از GSM و سه بانده از 3G
- پشتیبانی از HSDPA با سرعت ۷٫۲ مگابیت بر ثانیه
- صفحه نمایش ۳٫۵ اینچی لمسی خازنی از نوع TFT LCD با قابلیت نمایش ۱۶ میلیون رنگ و پشتیبانی از رزولوشن HVGA (320 x 480 پیکسل)
- پردازنده ۸۰۰ مگاهرتزی از نوع ARM11 ، شتاب دهنده گرافیکی Adreno 200 ، تراشه Qualcomm MSM 227 و ۲۷۸ مگابایت حافظه در دسترس برای کاربر
- سیستم عامل Android 2.2 Froyo به همراه رابط کاربری سفارشی‌سازی شده TouchWIZ 3.0
- پشتیبانی از قابلیت درج متن Swype
- دوربین پنج مگاپیکسلی با قابلیت فوکوس خودکار و فلاش LED ، قابلیت‌های برچسب‌گذاری جغرافیایی ، تشخیص لبخند و تشخیص چهره
- ضبط ویدئویی QVGA با نرخ ۱۵ فریم بر ثانیه
- اسلات کارت حافظه microSD (پشتیبانی تا ۳۲ گیگابایت ، عرضه به همراه یک کارت حافظه ۲ گیگابایتی)
- پشتیبانی از Wi-Fi 802.11 b/g/n به همراه DLNA
- گیرنده GPS با پشتیبانی از عملکرد AGPS ، قطب نمای دیجیتال
- پورت microUSB با امکان شارژ گوشی از طریق این پورت ، بلوتوث استریو v2.1
- سوکت صوتی استاندارد ۳٫۵ میلی متری
- پشتیبانی از قابلیت DNSe
- رادیو اف ام با RDS
- ویرایشگر اسناد آفیس
- نصب بودن پیش‌فرض File Manager
- ارائه چند نرم‌افزار بسیار خوب و رایگان از سوی Samsung Apps برای گوشی
- سنسورهای مجاورت و شتاب سنج

## نقاط ضعف سامسونگ گالکسی ایس
- ضبط ویدئویی ضعیف QVGA[۴]
- عدم تعبیه کلید شاتر اختصاصی برای دوربین[۵]
- عدم تعبیه سنسور محدودکننده نور
- عدم پشتیبانی از فرمت‌های ویدئویی DivX/XviD
- عدم امکان به روزرسانی اندروید